# Batalha de Narva
A Batalha de Narva foi uma batalha no início da Grande Guerra do Norte acontecida em 30 de novembro de 1700. O exército sueco sob o comando do jovem rei Carlos XII da Suécia derrotou as forças russas quatro vezes mais numerosa, comandada por Pedro, o Grande. Narva marcou o ponto alto do poderio sueco no continente, com a Rússia obtendo posteriormente vitórias decisivas no final do conflito.

## Antecedentes
Durante o século XVII, a Rússia era menos desenvolvida que o restante da Europa. Isto incluía também as suas forças armadas, o que gerava constantes incursões e ataques ao seu território por parte de seus vizinhos. Pedro, o Grande estava disposto a dar segurança a sua recém herdada nação, e então organizou uma expedição contra seus rivais suecos no Oeste.
O novo Tsar modernizaria radicalmente a Rússia nos anos seguintes, porém o exército com o qual ele viajou em 1700 era ainda mal preparado. Pedro havia contratado generais estrangeiros para melhorar suas forças armadas, mas eles estavam ainda longe de apresentarem algum bom resultado. Os suecos, por outro lado, estavam no auge de seu poderio bélico. Carlos XII da Suécia tinha a mais completa força militar da Europa setentrional, mesmo ela não sendo a maior, e Pedro inveja sua capacidade.
Mas, apesar dos suecos terem um bom exército, os soldados estavam expostos ao frio e não tinham muito tempo para dormir ou se alimentar, enquanto o exército russo havia construído um acampamento no lado de fora da cidade de Narva, portanto, neste aspecto, os russos levavam vantagem.
Durante o mês de novembro, as tropas russas cercaram a cidade de Narva controlada pelos suecos, na tentativa de que o sítio imposto trouxesse a sua rendição. O rei Carlos foi então com seu exército tentar socorrer a cidade e obrigar as forças de Pedro a retornarem para a Rússia.

## A batalha
Em 30 de novembro de 1700, Carlos XII posicionou seus 8.140 homens do lado oposto do exército russo de cerca de 37 000 soldados. As tropas suecas foram reforçadas com aproximadamente 2.500 homens de dentro da cidade, que pertence nos dias atuais a Estônia.
O exército sueco era comandado pessoalmente por Carlos XII, assistido pelo general Carl Gustav Rehnskiöld. As forças russas eram comandadas pelo Tsar Pedro e Charles Eugène de Croy. Devido aos acontecimentos internos na Rússia, Pedro deixou Narva poucos dias antes e não esteve presente durante a batalha.
Por um bom período do dia, uma tempestade de neve atingiu os dois exércitos, tornando impossível um ataque. Contudo, ao meio-dia, os ventos mudaram e a nevasca soprava em direção aos olhos dos russos e os impedia de visualizar bem o inimigo. Carlos XII viu nisto a sua oportunidade e avançou contra as tropas de Pedro protegido pelo mau tempo. Os suecos rapidamente romperam através das linhas russas, dispersando os seus adversários, que podiam oferecer pouca resistência. No caos que se instalou, alguns soldados russos aproveitaram a ocasião para assassinar os seus generais estrangeiros, a quem eles odiavam.
As forças russas foram dizimadas e os suecos libertaram Narva.

## Resultado
A Suécia perdeu 667 homens no combate, enquanto o exército russo perdeu cerca de 15 000 homens, e a maioria do exército restante foi capturada. Muitos foram mortos pelo ataque sob a proteção da nevasca, que deixou as tropas russas sem reação. Outros tantos morreram ao tentar escapar do combate, atravessando as águas geladas do rio Narva. Os suecos também apreenderam uma grande quantidade de mosquetes russos.
A rendição russa trouxe para o exército de Carlos XII todos os canhões de Pedro, mosquetes e suprimentos militares. Isto deixou o que restou das forças armadas da Rússia sem praticamente nenhum equipamento. Caso a Suécia, ou qualquer outro agressor, tivesse invadido a Rússia logo após a batalha de Narva, Pedro teria sido quase impotente para detê-los.
Narva foi uma esmagadora derrota para a Rússia, mas a Suécia não soube tirar vantagem disso deixando de explorar todo o seu potencial. Como Carlos XII acabou se envolvendo em conflitos mais perto de casa, Pedro foi capaz de fazer avançar suas capacidades militares de maneira como ele tinha sempre desejado. Estas melhorias nas tropas russas acabariam por vencer os suecos na Batalha de Poltava, terminando com o predomínio militar do Império Sueco e marcando o surgimento do Império Russo.